# Хебраистика
Хебраистиката е филологическа дисциплина имаща за предмет изучаването на староеврейския език, писменост и култура.
Понятието за хебраистика се поглъща от това за юдаистика, която има за предмет изследването и на юдаизма и историята на евреите.
Някои енциклопедии и тълковни речници боравят само с термина хебраист не признавайки самостоятелен статус на дисциплината. Под хебраист се разбира специалист по изследване на еврейския език, а юдаиката е сбор от литературни и исторически материали за евреите и юдаизма.